# Городские стены Болоньи
Городские стены Болоньи, почти не сохранившиеся к настоящему времени, сооружались трижды, по мере расширения города в средние века, но к концу XIX — началу XX века были почти полностью снесены (также частично сохранились реконструированные ворота). Точная датировка их строительства не представляется возможной — в источниках каждое из трёх «колец» упоминается уже по завершении их строительства.

## Предыстория
В 189 году до н. э. на месте этрусской Фельсины и позднейшего поселения кельтского племени бойев была основана латинская колония Бонония. Теоретически тогда же могли появиться и первые фортификационные сооружения для её защиты, однако никаких свидетельств их существования по сей день не обнаружено. В оборонительных целях, видимо, использовались возможности самой местности — например, река Апоза на востоке. Предположительно существовала также система земляных валов.

## Первое кольцо стен
Сведений о Болонье в эпоху поздней античности и раннего средневековья сохранилось немного — в основном, благодаря археологическим находкам и исследованию фундаментов религиозных сооружений, а также остаткам первого кольца городских стен, которое иначе называют «селенитовым кольцом» (cerchia di selenite) по материалу, из которого она была построена (его добывали в пещере горы Донато, южнее города). Точная датировка периода строительства этой стены является предметом научного спора — оценки колеблются в интервале IV—VIII веков. На некоторых участках высокий уровень сложности проведённых работ предполагает наличие мощной процветающей экономики, на других — напротив, спешку, обусловленную военной необходимостью. Совокупность всех этих предпосылок заставляет многих исследователей ограничить возможные сроки строительства селенитовой стены VI—VII веками, эпохой Теодориха и византийского господства. С восточной стороны стены находились Равеннские ворота (porta Ravegnana), откуда выходили дороги на Равенну, Римини (Эмилиева дорога) и в Тоскану (Малая Фламиниева дорога). На юг вели ворота Св. Прокла (porta Procola), на запад — ворота Св. Сотеро (porta Stiera), на север — ворота Св. Кассиана, позднее переименованные в ворота Св. Петра (porta Piera). Сведения об этих воротах и их названиях известны лишь из более поздних документов. В ходе работ 1918 года по расширению древней улицы Меркато ди Меццо, которая ныне известна как улица Риццоли (via Rizzoli), были обнаружены следы Равеннских ворот, в результате археологических изысканий установлены также места нахождения других упомянутых выше въездов в «селенитовый» город.
По данным археологических изысканий с достаточной долей надёжности установлена топография: западная стена проходила вблизи cardo maximus античной Бононии от римского театра до рынка, восточная — вдоль реки Апоза, южная — по окраине древнеримского города, а северная — вдоль одного из его второстепенных декуманусов. Стена имела в высоту более 8 метров и окружала территорию площадью около 18 гектаров, что составляло около трети древнеримской Бононии. Стена была сложена без применения какого-либо строительного раствора, помимо стандартных селенитовых блоков размером 58х58х116 см, в качестве материала в значительной степени использовались камни разных размеров из более древних построек полузаброшенного города. До настоящего времени сохранились незначительные археологические следы этого сооружения — его остатки можно видеть в Болонском археологическом музее и на улице Мандзони (via Manzoni), ещё меньшая часть выявлена в результате раскопок. Причиной такой плохой сохранности считается деятельность людей: с IX—X веков, по миновании непосредственной военной угрозы, стену постепенно разбирали и в свою очередь использовали в качестве источника строительного материала для новых сооружений.

## Лангобардская пристройка и новые укрепления
Зимой 727—728 года Болонью захватили лангобарды. Их присутствие в городе прослеживается в топонимике и посвящении отдельных церквей святым, почитавшимся лангобардами. Все эти свидетельства сосредоточены снаружи селенитовой стены, восточнее Равеннских ворот, что позволяет предположить наличие здесь лангобардского сторожевого поста на стратегической дороге, ведущей в Равенну. Позднее Болонья была передана Папскому государству, однако долгое время ей фактически правили архиепископы Равенны. В IX—X веках город развивался в основном вдоль древней Эмилиевой дороги по оси Восток-Запад, севернее исторического центра. Южнее этой линии появились новые ворота — с восточной стороны Новые Кастильонские (porta Nova di Castiglione) и с западной — Новые (porta Nova), а для усиления защиты северо-западной части города появилось крепостное сооружение, известное как «имперский замок» (castello imperiale) или «имперская цитадель» (rocca imperiale), что в свою очередь определило сооружение здесь «ворот замка» (porta di Castello). В 1115 году, после смерти Матильды Тосканской, болонцы подняли восстание и разрушили эту цитадель, которая являлась резиденцией графской власти.

## Второе кольцо стен
В XII веке, с развитием в Болонье городского самоуправления, построена новая стена, так называемое «кольцо торресотти» (cerchia dei Torresotti). Потребность в новых укреплениях возникла в связи с противостоянием города политике императора Фридриха Барбароссы (имеются свидетельства, что в ходе боевых действий селенитовая стена сильно пострадала). Название новой стены связано с характерными только для Болоньи воротами в виде башен со сквозным проездом в основании (torresotti). Другое название — «кольцо тысячелетия» (cerchia del Mille). Предположительно строительство началось в 1176 году и закончилось в 1192, в стене насчитывалось 18 ворот, двое из которых носили вспомогательный характер. Высота стены составляла около 8 метров, длина — около 4 километров. Торресотто Сан-Витале высотой около 20 метров сохранилась до наших дней. Выдержали испытание временем также Новые ворота (porta Nova) и ворота Пьелла (porta Piella). Ограждённая новой стеной площадь города составляла уже около 113 гектаров (по сравнению с 19 гектарами «селенитового» города).
- Торресотто Сан-Витале.
- Торресотто на виа Кастильоне.
- Торресото Порта Нова

## Третье кольцо стен
Во первой половине XIII века Болонья, в поисках защиты от притязаний императора Фридриха II, вступила во вторую Ломбардскую лигу. Следствием этого выбора стала потребность в дополнительных оборонительных средствах и строительство третьего кольца городских стен. Они были в основном снесены в 1902 году, а на их месте построено кольцо бульваров. В 1226 году была построена деревянная стена с кирпичными воротами, в 1337 году начались работы по замене этой стены на кирпичную. Длина третьего кольца стен превысила 6 километров, высота — около 9 метров, в стене имелись 12 ворот, десять из которых сохранились до настоящего времени. Высота деревянного палисада, предшествовавшего кирпичной стене, составляла около 4,5 метров, толщина — около 38 сантиметров, что требовало 25 000 м3 древесины. В древности болонцы называли третье кольцо стен Чиркла (Circla), площадь города внутри этого кольца достигала 408 гектаров. Стену окружал ров, имевший в длину предположительно 7,7 км.

### Ворота третьего кольца
- Главные ворота (Porta Maggiore), иначе «Ворота Мадзини» (Porta Mazzini)
- Ворота Святого Стефана (Porta Santo Stefano), перестроены в 1843 году
- Кастильонские ворота (it:Porta Castiglione), перестроены в XV веке
- Ворота Святого Мамоло (it:Porta San Mamolo), снесены в 1903 году
- Сарагосские ворота (it:Porta Saragozza), перестроены в 1859 году
- Ворота Святого Исайи (it:Porta Sant'Isaia), иначе «Ворота Пия» (Porta Pia), снесены в 1903 году
- Ворота Сан-Феличе (it:Porta San Felice), перестроены в 1508 году
- Ворота Ламе (it:Porta delle Lame), перестроены в 1677 году
- Ворота Галльера (it:Porta Galliera), перестроены в период между 1659 и 1661 годом
- Ворота Маскарелла (it:Porta Mascarella), перестроены в XVI веке
- Ворота Сан-Донато (Porta San Donato), реконструированы в XV веке
- Ворота Святого Виталия (it:Porta San Vitale), реконструированы в 1952 году

- Фрагмент третьего кольца стен в районе ворот Ламе
- Porta delle Lame.
- Porta Maggiore
- Porta Galliera.
- Ворота Сарагоцца.